# بوبورن
بوبورن (به آلمانی: Buborn) یک شهر در آلمان است که در Lauterecken-Wolfstein واقع شده‌است. بوبورن ۱۶۴ نفر جمعیت دارد.